# Verzamelde verzen (Leopold)
Verzamelde verzen is de in twee delen uitgegeven leeseditie van de verzen van J.H. Leopold (1865-1925), gebaseerd op de wetenschappelijke, historisch-kritische editie uit de jaren 1983-1985.

## Geschiedenis

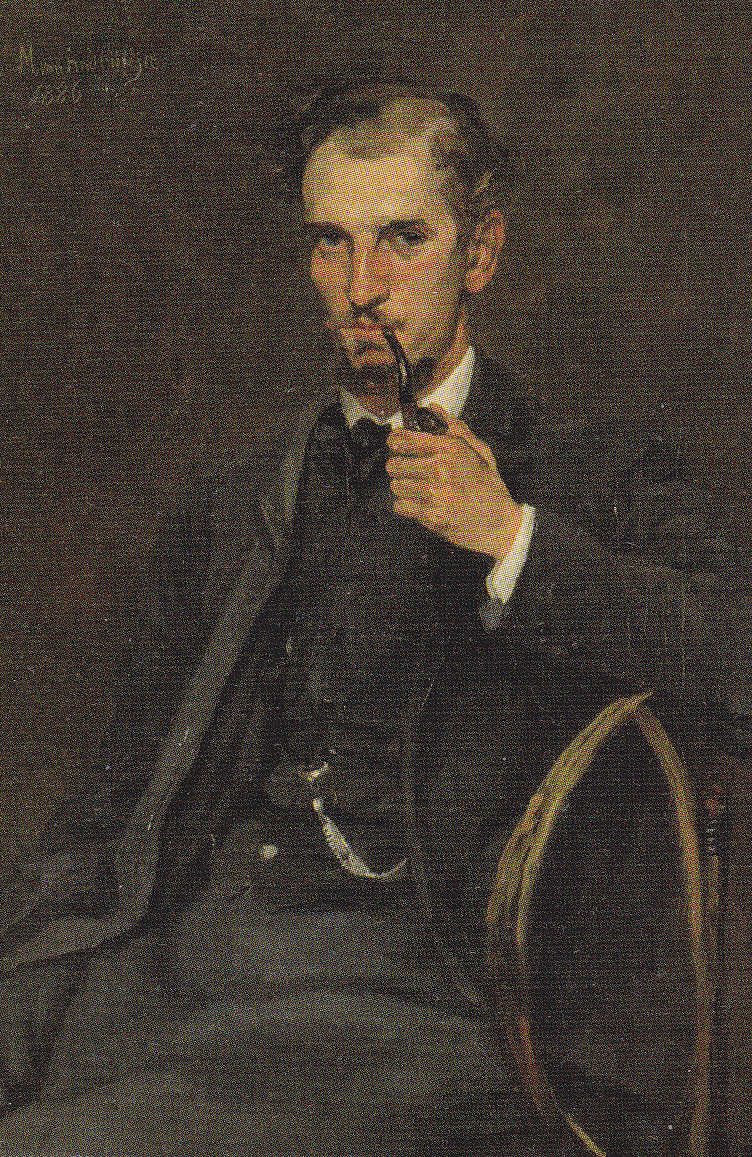
Leopold in 1886 geschilderd door Martin van Andringa.

Op 1 juni 1975 was een project gestart aan de Rijksuniversiteit Utrecht (RUU) dat tot doel had te komen tot "een historisch-kritische uitgave van het werk en een onderzoek naar de poëtica van een aantal moderne Nederlandse auteurs". In september 1977 besloot het bestuur van de KNAW dit project onder haar hoede te nemen. Dit leidde in 1979 tot de uitgave van de eerste gepubliceerde historisch-kritische uitgave: Gedichten van J.C. Bloem uit 1979, mede bezorgd door de Utrechtse hoogleraar Guus Sötemann; deze gedichten verschenen als eerste deel in de speciaal door de KNAW opgerichte reeks Monumenta Literaria Neerlandica. In 1983 werd in Den Haag het Bureau Basisvoorziening Tekstedities (BBT) opgericht, als bureau van de KNAW, en daar werden ook de projecten van de RUU in ondergebracht. 
In 1983 bezorgde Sötemann mede de historische-kritische uitgave van de gedichten van Leopold die in twee delen, in zeven banden, verscheen: eerst de tijdens het leven van de dichter gepubliceerde poëzie in 1983.
Band 3 betreffende de 'Gedichten uit de nalatenschap' geeft een uitvoerige uitleg over de gehanteerde editietechniek van de hand van Gillis Dorleijn, band 4 behandelt genetisch-interpretatief commentaar van de hand van dezelfde.
In 1985 volgden 3 banden inhoudende de nagelaten poëzie en de commentaar; deze uitgave werd mede mogelijk gemaakt door een subsidie van ZWO voor het onderzoek en van het ministerie van Onderwijs en Wetenschappen voor de uitgave, vanaf band 3 inmiddels onder auspiciën van het BBT.
Deze zeven banden, en dan met name band 1 en band 5, dienden als basis voor de onderhavige leeseditie waarvan het eerste deel in 1982, het tweede deel in 1988 verscheen.

### Uitgave

#### Deel I
In 1982 verscheen bij de uitgeverij Athenaeum - Polak & Van Gennep het eerste deel van de Verzamelde verzen in haar reeks Nederlandse klassieken. Na de titelpagina volgt een portret van Leopold door Martin van Andringa, een facsimile van het handschrift 'Saadi' zoals in handschrift opgedragen aan vriendin en componiste jkvr. Henriette van Lennep (1894-1972), en de kleurenafbeelding van de eerste tekstpagina van Oostersch zoals uitgegeven door de Kunera Pers van Jean François van Royen. Dan volgen de verzen. Als bijlagen zijn opgenomen 'Twee amoureuse liedekens' en 'Uit den tuin van Epicurus'. Daarna volgt een uitvoerige verantwoording van de hand van de twee bezorgers van de historisch-kritische uitgave (1983), een register van beginregels, een bibliografie van eerder (tot en met 1981) verschenen uitgaven van Leopold (ook de meest zeldzame) en tot slot een inhoudsopgave. De gebonden uitgave met stofomslag draagt op de rug het vignet van de uitgeverij: een hoofdletter A in een cirkel.

#### Deel II
In 1988 verscheen bij de uitgever Johan Polak het tweede deel van de Verzamelde verzen in de reeks Nederlandse klassieken. Na de titelpagina volgt een foto van Leopold en een facsimile van het handschrift 'O jammerlijke menschgeslachten'. Dan volgen de verzen. Daarna volgt een uitvoerige verantwoording van de hand van de twee bezorgers van de historisch-kritische uitgave (1985), een register van beginregels, een bibliografie van eerder (tot en met 1988) verschenen uitgaven van Leopold (ook de meest zeldzame), een inhoudsopgave en het colofon. Dat colofon is geschreven door Polak en 'verklaart' waarom hij als (particuliere) uitgever optrad: "Door vrij onverwachts gewijzigde omstandigheden". De oplage van de alleen gebonden uitgave met stofomslag verscheen in een oplage van 200 exemplaren, waarvan 150 voor de verkoop, en draagt op de rug het vignet van de uitgever: een hoofdletter P in een cirkel (geheel overeenkomstig het vignet van de uitgeverij).
Vanaf 1990 verscheen dit tweede deel eveneens bij de uitgeverij A-P&vG.